# Malvín
Malvín és un barri costaner del sud-est de Montevideo, Uruguai. Limita amb Buceo a l'oest, Malvín Norte i Las Canteras al nord, Punta Gorda a l'est, i el litoral riuplatenc al sud. L'avinguda costanera es diu Rambla O'Higgins i al llarg d'aquesta es troba Playa Malvín, la platja de Malvín.